# گروه بیمه فارمرز
گروه بیمه فارمرز (انگلیسی: Farmers Insurance Group) شرکت خدمات مالی آمریکایی است، که در زمینه ارائه خدمات بیمه فعالیت می‌کند.